# 激次元タッグ ブラン+ネプテューヌVSゾンビ軍団
『激次元タッグ ブラン+ネプテューヌVSゾンビ軍団』（げきじげんタッグ ブラン プラス ネプテューヌ バーサス ゾンビぐんだん）は、コンパイルハートより2015年10月15日に発売されたPlayStation Vita用ゲームソフト。

## 概要
同シリーズのレギュラーキャラクターの1人である「ブラン」を主人公に据えたスピンオフタイトルだが、今作は『超次元アクション ネプテューヌU』と同じく3Dアクションゲーム。衣装破損・勝利演出の削除、マルチプレイの追加などの変更点も多い。

## システム
基本システムは、二人のキャラクターを交代させつつ、無数のゾンビを倒していくものとなる。
また、変身形態は独立したキャラクターとして使用することも可能。

## あらすじ
ブランたちは少子化によって廃校の危機にある学園を救うべく、ゾンビ映画を作ってヒットさせて人を呼び込もうと考えた。
彼女達が計画を実行に移したとき、学園やその周辺に本物のゾンビが出現するという事態が発生した。
それでも、彼女達はこの異常事態を映画の撮影に利用しようと考え、体当たりロケを敢行した。

## 登場人物
今作の舞台は学園であるため、プレイヤーキャラの初期衣装は制服。

### 高等部
ブラン / ホワイトハート
声 - 阿澄佳奈
本作の主人公。映画研究会（以下：映研）では監督・脚本を務めた。
ネプテューヌ / パープルハート
声 - 田中理恵
本作の準主人公で、映研の部長を務めている。
ノワール / ブラックハート
声 - 今井麻美
生徒会副会長。映研の映画撮影に対しては反対の立場を示していた。
ベール / グリーンハート
声 - 佐藤利奈
生徒会長。
プルルート / アイリスハート
声 - 花澤香菜
学園の影の支配者と言われるスケバン。ネプテューヌとは親友であり、物語後半でネプテューヌの誘いを受けて入部する。
天王星うずめ（てんのうぼし - ） / オレンジハート
声 - 本多真梨子
物語後半で登場する転校生。プレイヤーキャラの中では唯一、ゾンビ事件の黒幕を知る人物。
タムソフト
声 - 小清水亜美
タムソフトの擬人化キャラクター。楽しいこと好きで、面白そうだからということで映研に所属している。

### 中等部
ネプギア / パープルシスター
声 - 堀江由衣
ネプテューヌの妹。気が利く性格を生かして、映研ではキャストのほかにもカメラや小道具なども担当している。
ユニ / ブラックシスター
声 - 喜多村英梨
ノワールの妹。もともとサバゲー部の部員だが、ネプギアの頼みを受け、演技指導及び武器アドバイザーという形で映研の活動に参加している。
デンゲキコ
声 - 広橋涼
電撃PlayStationの擬人化キャラクター。校内新聞であるデンゲキ新聞部の部長を務める。ポリタン（電撃PlayStationのマスコットキャラクター）のぬいぐるみを抱えていることがある。
ファミ通
声 - 原由実
ファミ通の擬人化キャラクターで、頭に王冠の形をした髪飾りをつけている。校内新聞であるファミ通新聞部の部長を務めており、デンゲキコとはライバル関係にある。

### 初等部
ロム / ホワイトシスター
声 - 小倉唯
初等部の女子児童。ネプテューヌの勧誘を受け、妹のラムとともに映研の活動に参加した。
ラム / ホワイトシスター
声 - 石原夏織
ロムの双子の妹。
ピーシェ / イエローハート
声 - 悠木碧
ロム・ラムのクラスメイト、変身姿でユニとブランをキレさせるが、ネプテューヌがあっさり入部を許可した。これまでの登場作品とは違い、敵対することがなく仲間になる。

### その他
アイエフ
声 - 植田佳奈
トレジャー部に所属。
コンパ
声 - 酒井香奈子
購買部（ショップ）に所属。

### 敵
ハチマジーン
声 - 庄子裕衣（ハチマ）、高瀬泰幸（ジーン）
学園に黒歴史として封印されている八魔神の一体にして、本作の最終ボス。本編ではハチマとジーンという二つの人格を有しているが、マルチプレイでは唸り声しか上げない。

## 主題歌
オープニングテーマ「ビーマイ☆ゾンビ」
作詞 - 上田起士、松田純一 / 作曲・編曲 - 松田純一 / 歌 - アイドルカレッジ
エンディングテーマ「BEFUNYOUANDQN」
作詞 - 花衣 / 作曲・編曲 - 木之下慶行 / 歌 - アイドルカレッジ（iチーム）